# Pastorizo Bay
Die Pastorizo Bay (spanisch Bahía Pastorizo) ist eine 3 km breite Bucht der westantarktischen Vega-Insel. Sie liegt unmittelbar westlich des Mahogany Bluff auf der Südseite der Insel. Ihre Einfahrt wird östlich durch das Cabo Domínguez begrenzt.
Teilnehmer einer von 1958 bis 1959 durchgeführten argentinischen Antarktisexpedition benannten sie nach einem Expeditionsmitglied. Das UK Antarctic Place-Names Committee übertrug diese Benennung 1964 ins Englische.